# Vesna Schuster
Vesna Schuster (ur. 28 maja 1974 w Melku) – austriacka polityk serbskiego pochodzenia, działaczka Wolnościowej Partii Austrii (FPÖ), deputowana do landtagu Dolnej Austrii.

## Życiorys
Absolwentka akademii prowadzonej przez izbę księgowych i rewidentów (KSW). Zajęła się prowadzeniem własnej działalności gospodarczej jako dyplomowana księgowa. Zaangażowała się w działalność polityczną w ramach Wolnościowej Partii Austrii. W 2018 została wybrana na posłankę do landtagu Dolnej Austrii.